# Germán Cano
Germán Ezequiel Cano Recalde (ur. 2 lutego 1988 w Posadas) – argentyński piłkarz występujący na pozycji napastnika, od 2022 roku zawodnik brazylijskiego Fluminense.

## Kariera klubowa
Cano jest wychowankiem zespołu Club Atlético Lanús, do którego seniorskiej drużyny został włączony jako dwudziestolatek przez szkoleniowca Ramóna Cabrero. Pierwszy mecz rozegrał w niej 14 lutego 2008 z urugwajskim Danubio (3:1) w rozgrywkach Copa Libertadores, zaś w argentyńskiej Primera División zadebiutował trzy dni później w przegranym 0:1 spotkaniu z Huracánem. Premierowego gola w lidze strzelił natomiast 30 marca tego samego roku w przegranej 1:3 konfrontacji z San Lorenzo, lecz w barwach Lanús pełnił wyłącznie rolę rezerwowego i po upływie półtora roku udał się na wypożyczenie do beniaminka najwyższej klasy rozgrywkowej – ekipy Chacarita Juniors ze stołecznego Buenos Aires. Tam występował przez rok, również nie potrafiąc wywalczyć sobie miejsca w składzie, a ponadto na koniec rozgrywek 2009/2010 spadł z Chacarita do drugiej ligi. W styczniu 2011 został wypożyczony na sześć miesięcy do Colónu de Santa Fe, w którego barwach nie zdobył żadnej bramki i podobnie jak we wcześniejszych drużynach nie zanotował żadnego sukcesu.
Latem 2011 Cano przeszedł do kolumbijskiego klubu Deportivo Pereira, w tamtejszej Categoría Primera A debiutując 28 sierpnia 2011 w wygranym 2:0 meczu z La Equidad, w którym zdobył także pierwszego gola w nowym zespole. Od razu wywalczył sobie miano kluczowego gracza drużyny i rewelacji rozgrywek; na koniec sezonu został drugim najskuteczniejszym strzelcem ligi kolumbijskiej, ustępując jedynie Carlosowi Bacce. Bezpośrednio po tym przeniósł się do paragwajskiej ekipy Club Nacional ze stołecznego Asunción, w którego barwach 18 lutego 2012 w wygranym 3:1 pojedynku z Guaraní zadebiutował w paragwajskiej Primera División, strzelając w nim także premierowego gola. W barwach Nacionalu spędził nieudane pół roku jako rezerwowy i bez większych sukcesów, po czym powrócił do Kolumbii, podpisując umowę z tamtejszym klubem Independiente Medellín. Tam od razu został kluczowym graczem zespołu i jedną z największych gwiazd ligi; w jesiennym sezonie Finalización 2012 zdobył wicemistrzostwo kraju i tytuł króla strzelców ligi kolumbijskiej, zdobywając dziewięć goli. Obydwa sukcesy powtórzył dwa lata później, podczas rozgrywek Finalización 2014, tym razem notując szesnaście bramek.
W styczniu 2015 Cano za sumę 2,5 miliona dolarów przeszedł do meksykańskiego zespołu CF Pachuca. W tamtejszej Liga MX zadebiutował 31 stycznia 2015 w przegranym 0:1 spotkaniu z Guadalajarą, zaś pierwszego gola strzelił 14 marca tego samego roku w przegranej 1:2 konfrontacji z Tigres UANL. Mimo obiecującego początku, w maju 2015 zerwał więzadła w prawym kolanie, przez co musiał pauzować przez kolejne sześć miesięcy. Bezpośrednio po rekonwalescencji, w styczniu 2016, został wypożyczony do drużyny Club León w ramach współpracy pomiędzy obydwoma klubami (posiadającymi wspólnego właściciela – Grupo Pachuca).
| Sezon     | Klub                   | Kraj      | Rozgrywki        | Mecze | Bramki |
| --------- | ---------------------- | --------- | ---------------- | ----- | ------ |
| 2007/2008 | CA Lanús               | Argentyna | Primera División | 11    | 2      |
| 2008/2009 | CA Lanús               | Argentyna | Primera División | 5     | 0      |
| 2009/2010 | Chacarita Juniors      | Argentyna | Primera División | 18    | 1      |
| 2010/2011 | CA Lanús               | Argentyna | Primera División | 1     | 0      |
| 2010/2011 | Colón de Santa Fe      | Argentyna | Primera División | 5     | 0      |
| 2011      | Deportivo Pereira      | Kolumbia  | Liga Águila      | 18    | 9      |
| 2012      | Club Nacional          | Paragwaj  | Primera División | 12    | 2      |
| 2012      | Independiente Medellín | Kolumbia  | Liga Águila      | 19    | 9      |
| 2013      | Independiente Medellín | Kolumbia  | Liga Águila      | 30    | 15     |
| 2014      | Independiente Medellín | Kolumbia  | Liga Águila      | 43    | 27     |
| 2014/2015 | CF Pachuca             | Meksyk    | Liga MX          | 14    | 4      |
| 2015/2016 | Club León              | Meksyk    | Liga MX          |       |        |